# Episodi di A tutte le auto della polizia (seconda stagione)
La seconda stagione della serie televisiva A tutte le auto della polizia è stata trasmessa in anteprima negli Stati Uniti d'America dalla ABC tra il 10 settembre 1973 e il 18 marzo 1974.
| nº | Titolo originale                     | Titolo italiano                   | Prima TV USA      | Prima TV Italia |
| -- | ------------------------------------ | --------------------------------- | ----------------- | --------------- |
| 1  | Cauldron                             |                                   | 10 settembre 1973 |                 |
| 2  | Margin for Error                     |                                   | 17 settembre 1973 |                 |
| 3  | Deadly Cage                          |                                   | 24 settembre 1973 |                 |
| 4  | Frozen Smoke                         | A volte si vince                  | 1º ottobre 1973   |                 |
| 5  | Get Ryker                            |                                   | 8 ottobre 1973    |                 |
| 6  | Cry Wolf                             |                                   | 15 ottobre 1973   |                 |
| 7  | A Matter of Justice                  |                                   | 22 ottobre 1973   |                 |
| 8  | Blood Brother                        | Fratelli di sangue                | 29 ottobre 1973   |                 |
| 9  | Code 261                             | Codice 261                        | 5 novembre 1973   |                 |
| 10 | Prayers Unanswered, Prayers Unheard  | Una macchina per vivere           | 12 novembre 1973  |                 |
| 11 | Down Home Boy                        |                                   | 19 novembre 1973  |                 |
| 12 | Lots of Trees and a Running Stream   |                                   | 2 dicembre 1973   |                 |
| 13 | Another Beginning for Ben Fuller     |                                   | 10 dicembre 1973  |                 |
| 14 | Sound of Silence                     |                                   | 17 dicembre 1973  |                 |
| 15 | Trial by Doubt                       |                                   | 7 gennaio 1974    |                 |
| 16 | The Authentic Death of Billy Stomper |                                   | 14 gennaio 1974   |                 |
| 17 | The Late Mr. Brent                   |                                   | 28 gennaio 1974   |                 |
| 18 | The Teacher                          | Il professore                     | 4 febbraio 1974   |                 |
| 19 | Eyewitness                           |                                   | 11 febbraio 1974  |                 |
| 20 | Something Less Than a Man            |                                   | 18 febbraio 1974  |                 |
| 21 | Rolling Thunder                      | I cadetti del corpo della polizia | 25 febbraio 1974  |                 |
| 22 | Time Lock                            |                                   | 4 marzo 1974      |                 |
| 23 | Death Watch                          |                                   | 18 marzo 1974     |                 |